# Новоаннинский район
Новоа́ннинский райо́н — административно-территориальная единица (район) и одноимённое муниципальное образование (муниципальный район) в Волгоградской области России.
Административный центр — город Новоаннинский.

## География
Район расположен на северо-западе Волгоградской области, в среднем течении реки Бузулук(приток Хопра, бассейн Дона). Площадь — 3080 км².
На севере район граничит с Новониколаевским, на северо-западе — с Урюпинским, на востоке — с Киквидзенским, на западе — с Алексеевским районами, на юге — с городским округом «город Михайловка» .

## История
Новоаннинский район учрежден Постановлением Президиума ВЦИК 23 июня 1928 года в составе Хопёрского округа Нижне-Волжского края.
С 1934 года в составе Сталинградского края, с 1936 года — Сталинградской (Волгоградской) области.
12 ноября 1960 года к Новоаннинскому району была присоединена часть территории упразднённого Бударинского района.
21 декабря 2004 года в соответствии с Законом Волгоградской области № 970-ОД район наделён статусом муниципального района. В его составе образованы 14 муниципальных образований: 1 городское и 13 сельских поселений.

## Население
| 1939    | 1959    | 1970    | 1979    | 1989    | 2002    | 2009    | 2010    | 2011    |
| ------- | ------- | ------- | ------- | ------- | ------- | ------- | ------- | ------- |
| 33 762  | ↘33 409 | ↗57 386 | ↘50 491 | ↘44 758 | ↘41 611 | ↘37 249 | ↗37 306 | ↘37 177 |
| 2012    | 2013    | 2014    | 2015    | 2016    | 2017    | 2018    | 2019    | 2020    |
| ↘36 441 | ↘35 827 | ↘35 263 | ↘34 743 | ↘34 253 | ↘33 679 | ↘33 121 | ↘32 452 | ↘31 878 |
| 2021    |         |         |         |         |         |         |         |         |
| ↗32 734 |         |         |         |         |         |         |         |         |

### Урбанизация
В городских условиях (город Новоаннинский) проживают 46.9 % населения района.

### Гендерный состав
Мужчин — 46,3 %, женщин — 53,7 %.

### Национальный состав
По итогам переписи населения 2020 года проживали следующие национальности (национальности менее 0,1 % и другое см. в сноске к строке «Другие»):
| Национальность | Численность, чел. | Доля     |
| -------------- | ----------------- | -------- |
| Русские        | 31 147            | 95,15 %  |
| Армяне         | 271               | 0,83 %   |
| Езиды          | 226               | 0,69 %   |
| Казахи         | 97                | 0,30 %   |
| Цыгане         | 79                | 0,24 %   |
| Украинцы       | 73                | 0,22 %   |
| Марийцы        | 61                | 0,19 %   |
| Азербайджанцы  | 60                | 0,18 %   |
| Татары         | 45                | 0,14 %   |
| Чуваши         | 39                | 0,12 %   |
| Узбеки         | 36                | 0,11 %   |
| Другие         | 600               | 1,83 %   |
| Итого          | 32 734            | 100,00 % |

## Муниципально-территориальное устройство
В Новоаннинском муниципальном районе выделяются 14 муниципальных образований, в том числе 1 городское поселение и 13 сельских поселений:
| №  | Муниципальное образование               | Административный центр        | Количество населённых пунктов | Население (чел.) | Площадь (км²) |
| -- | --------------------------------------- | ----------------------------- | ----------------------------- | ---------------- | ------------- |
| 1  | городское поселение город Новоаннинский | город Новоаннинский           | 2                             | ↘15 354          | 63,31         |
| 2  | Амовское сельское поселение             | посёлок Посёлок совхоза «АМО» | 5                             | ↘1040            | 196,08        |
| 3  | Берёзовское сельское поселение          | хутор Берёзовка 1-я           | 5                             | ↘1072            | 181,31        |
| 4  | Бочаровское сельское поселение          | хутор Бочаровский             | 5                             | ↘1149            | 276,88        |
| 5  | Галушкинское сельское поселение         | хутор Галушкинский            | 4                             | ↘1029            | 188,64        |
| 6  | Деминское сельское поселение            | хутор Деминский               | 8                             | ↘1283            | 295,31        |
| 7  | Краснокоротковское сельское поселение   | хутор Краснокоротковский      | 3                             | ↘788             | 128,08        |
| 8  | Новокиевское сельское поселение         | хутор Новокиевка              | 6                             | ↘799             | 225,89        |
| 9  | Панфиловское сельское поселение         | посёлок Панфилово             | 8                             | ↘2576            | 281,94        |
| 10 | Полевое сельское поселение              | посёлок Полевой               | 4                             | ↘336             | 153,86        |
| 11 | Староаннинское сельское поселение       | станица Староаннинская        | 8                             | ↘1808            | 362,13        |
| 12 | Тростянское сельское поселение          | посёлок Тростянский           | 4                             | ↘859             | 243,83        |
| 13 | Филоновское сельское поселение          | станица Филоновская           | 4                             | ↘1630            | 262,03        |
| 14 | Черкесовское сельское поселение         | хутор Черкесовский            | 4                             | ↘1290            | 219,03        |

## Населённые пункты
В Новоаннинский район входят 70 населённых пунктов.
| №  | Населённый пункт                       | Тип     | Население | Муниципальное образование               |
| -- | -------------------------------------- | ------- | --------- | --------------------------------------- |
| 1  | Алимов-Любимовский                     | хутор   | ↘140      | Панфиловское сельское поселение         |
| 2  | Альсяпинский                           | хутор   | 152       | Галушкинское сельское поселение         |
| 3  | Амочаевский                            | хутор   | 30        | Черкесовское сельское поселение         |
| 4  | Атамановский                           | хутор   | 18        | Тростянское сельское поселение          |
| 5  | Берёзовка 1-я                          | хутор   | 698       | Берёзовское сельское поселение          |
| 6  | Берёзовка 2-я                          | хутор   | 268       | Берёзовское сельское поселение          |
| 7  | Большой Головский                      | хутор   | 208       | Деминское сельское поселение            |
| 8  | Большой Дубовский                      | хутор   | 53        | Деминское сельское поселение            |
| 9  | Борисовский                            | хутор   | 137       | Староаннинское сельское поселение       |
| 10 | Бочаровский                            | хутор   | 583       | Бочаровское сельское поселение          |
| 11 | Будённовский                           | хутор   | 29        | Краснокоротковское сельское поселение   |
| 12 | Бурнацкий                              | хутор   | 152       | Амовское сельское поселение             |
| 13 | Вербочный                              | хутор   | 53        | Полевое сельское поселение              |
| 14 | Веселый                                | хутор   | 77        | Староаннинское сельское поселение       |
| 15 | Вихляевский                            | хутор   | 42        | Деминское сельское поселение            |
| 16 | Восточный                              | посёлок | 76        | Полевое сельское поселение              |
| 17 | Галушкинский                           | хутор   | 867       | Галушкинское сельское поселение         |
| 18 | Гослесопитомник                        | посёлок | 57        | Филоновское сельское поселение          |
| 19 | Гуляевский                             | хутор   | 242       | Бочаровское сельское поселение          |
| 20 | Деминский                              | хутор   | 839       | Деминское сельское поселение            |
| 21 | Дробязкин                              | хутор   | 116       | Новокиевское сельское поселение         |
| 22 | Дурновский                             | хутор   | 432       | Староаннинское сельское поселение       |
| 23 | Запрудный                              | посёлок | ↗9        | Панфиловское сельское поселение         |
| 24 | Звездка                                | хутор   | 49        | Черкесовское сельское поселение         |
| 25 | Ивановский                             | хутор   | ↗86       | Панфиловское сельское поселение         |
| 26 | Карповский                             | хутор   | 73        | Бочаровское сельское поселение          |
| 27 | Кирпичевский                           | хутор   | 87        | Галушкинское сельское поселение         |
| 28 | Клейменовский                          | хутор   | 123       | Деминское сельское поселение            |
| 29 | Козлиновский                           | хутор   | 248       | Староаннинское сельское поселение       |
| 30 | Косовский                              | хутор   | 98        | Деминское сельское поселение            |
| 31 | Красная Заря                           | хутор   | ↘295      | Панфиловское сельское поселение         |
| 32 | Красногорский                          | хутор   | 122       | Амовское сельское поселение             |
| 33 | Краснокоротковский                     | хутор   | 570       | Краснокоротковское сельское поселение   |
| 34 | Кузнецовский                           | хутор   | 237       | Бочаровское сельское поселение          |
| 35 | Малый Дубовский                        | хутор   | 33        | Деминское сельское поселение            |
| 36 | Мартыновский                           | хутор   | 293       | Деминское сельское поселение            |
| 37 | Махиновский                            | хутор   | 71        | Новокиевское сельское поселение         |
| 38 | Новоаннинский                          | город   | ↘15 351   | городское поселение город Новоаннинский |
| 39 | Новокиевка                             | хутор   | 762       | Новокиевское сельское поселение         |
| 40 | Новосельский                           | посёлок | ↗526      | Панфиловское сельское поселение         |
| 41 | отделения № 1 совхоза «АМО»            | посёлок | 98        | Амовское сельское поселение             |
| 42 | отделения № 2 совхоза «АМО»            | посёлок | 132       | Амовское сельское поселение             |
| 43 | Панфилово                              | посёлок | ↗1853     | Панфиловское сельское поселение         |
| 44 | Перещепновский                         | хутор   | 78        | Староаннинское сельское поселение       |
| 45 | Полевой                                | посёлок | 355       | Полевое сельское поселение              |
| 46 | Полтавский                             | хутор   | 102       | Новокиевское сельское поселение         |
| 47 | Попов                                  | хутор   | 250       | Тростянское сельское поселение          |
| 48 | Поповский                              | хутор   | 96        | Берёзовское сельское поселение          |
| 49 | Пышкинский                             | хутор   | 18        | Полевое сельское поселение              |
| 50 | Рогачев                                | хутор   | 92        | Черкесовское сельское поселение         |
| 51 | Рог-Измайловский                       | хутор   | 336       | Краснокоротковское сельское поселение   |
| 52 | Родниковский                           | хутор   | 139       | Староаннинское сельское поселение       |
| 53 | Рожновский                             | хутор   | 312       | Филоновское сельское поселение          |
| 54 | Саломатин                              | хутор   | 374       | Филоновское сельское поселение          |
| 55 | Сатаровский                            | хутор   | 243       | Бочаровское сельское поселение          |
| 56 | совхоза «АМО»                          | посёлок | 782       | Амовское сельское поселение             |
| 57 | Староаннинская                         | станица | 808       | Староаннинское сельское поселение       |
| 58 | Страховский                            | хутор   | 31        | Новокиевское сельское поселение         |
| 59 | Таволжанский                           | хутор   | 162       | Староаннинское сельское поселение       |
| 60 | Таловский                              | хутор   | 10        | Новокиевское сельское поселение         |
| 61 | Троецкий                               | хутор   | ↗229      | Панфиловское сельское поселение         |
| 62 | Тростянский                            | посёлок | 627       | Тростянское сельское поселение          |
| 63 | Труд-Рассвет                           | хутор   | ↘101      | Панфиловское сельское поселение         |
| 64 | Удодовский                             | хутор   | 182       | Тростянское сельское поселение          |
| 65 | учхоза Новоаннинского сельхозтехникума | посёлок | ↘3        | городское поселение город Новоаннинский |
| 66 | Филоновская                            | станица | 1227      | Филоновское сельское поселение          |
| 67 | Челышевский                            | хутор   | 129       | Галушкинское сельское поселение         |
| 68 | Черкесовский                           | хутор   | ↘1545     | Черкесовское сельское поселение         |
| 69 | Ярыженский                             | хутор   | 171       | Берёзовское сельское поселение          |
| 70 | Ястребовский                           | хутор   | 4         | Берёзовское сельское поселение          |

Упразднённые населённые пункты:
- 1996 год — хутора Бузулукский и Симоновский[32].
- 2002 год — хутор Аникеевский;
- 2013 год — хутора Ивановский (Новокиевское сельское поселение) и Красавский.

## Экономика
Сельское хозяйство
Основная специализация Новоаннинского района — производство сельскохозяйственной продукции — продовольственной и фуражной пшеницы, кукурузы, подсолнечника, гречихи. В районе развиты мясо-молочное животноводство, свиноводство и овцеводство, перерабатывающая промышленность и торгово-посредническая деятельность.
Наиболее крупными сельхозпредприятиями являются: СПК «Староаннинский», СПК «Галушкинский», ООО «Гетэкс», ООО «Гелио-Пакс-Агро-3», ООО «Амо», ООО «Троецкое», ООО племзавод Филоновский, колхоз племзавод им. Калинина, сферой деятельности которых является производство, заготовка, переработка и реализация сельхозпродукции, а также осуществление транспортных услуг по уборке урожая.
Промышленность
Наиболее крупными промышленными предприятиями Новоаннинского района являются: ОАО «Новоаннинский завод электромедицинской аппаратуры», ООО «Агроснаб», "Агрохолдинг «Новоаннинский», ООО «Новоаннинский литейно-механический завод», ЗАО «Новоаннинский завод керамических изделий», ОАО «Мясокомбинат Филоновский».
Торговля

## Транспорт
Автомобильные дороги
Через территорию района проходит федеральная автомобильная дорога М6 «Каспий» Москва-Волгоград.
Железные дороги
Через территорию района проходит железнодорожная линия Поворино-Волгоград Приволжской железной дороги.

## Известные люди
- Степан Тимофеевич Анисов — Герой Советского Союза.
- Гвоздков, Прокофий Захарович — дважды Герой Социалистического Труда.
- Молодцова, Ходаче Михайловна — народная артистка России